# Sint-Baafskapittel

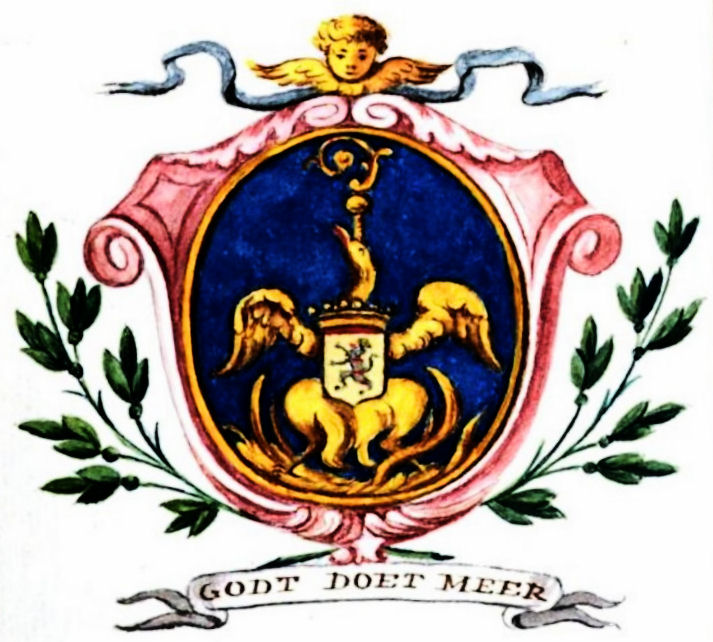
Wapenschild kapittel

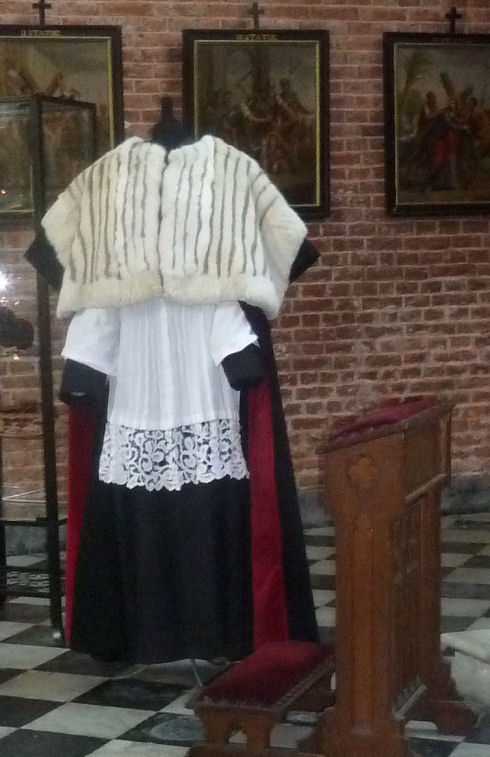
Winterkoorkledij van het kapittel, 2014

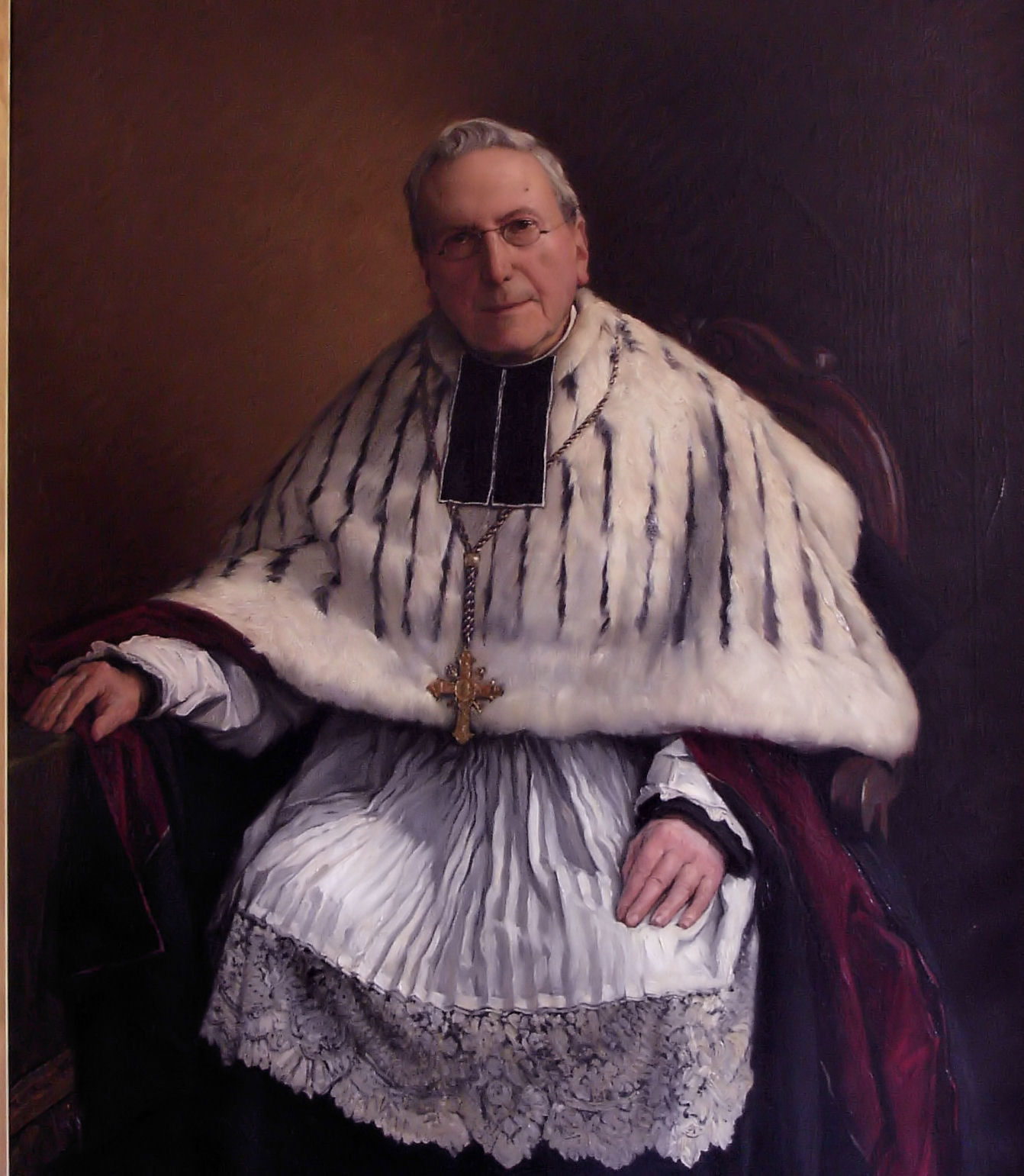
Kanunnik Petrus-Ludovicus Stillemans (1821-1902), erekanunnik en leraar van het Sint-Jozefsgesticht, in winter-koorkledij

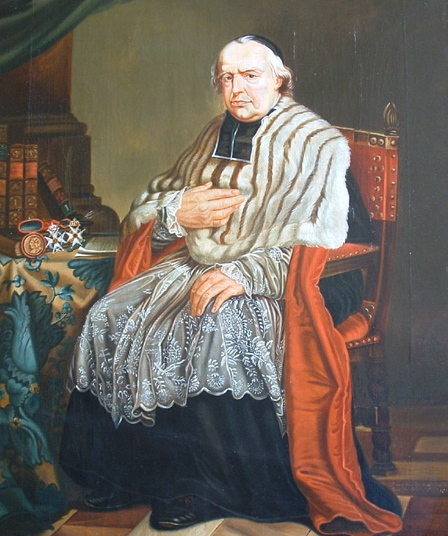
Kanunnik Triest

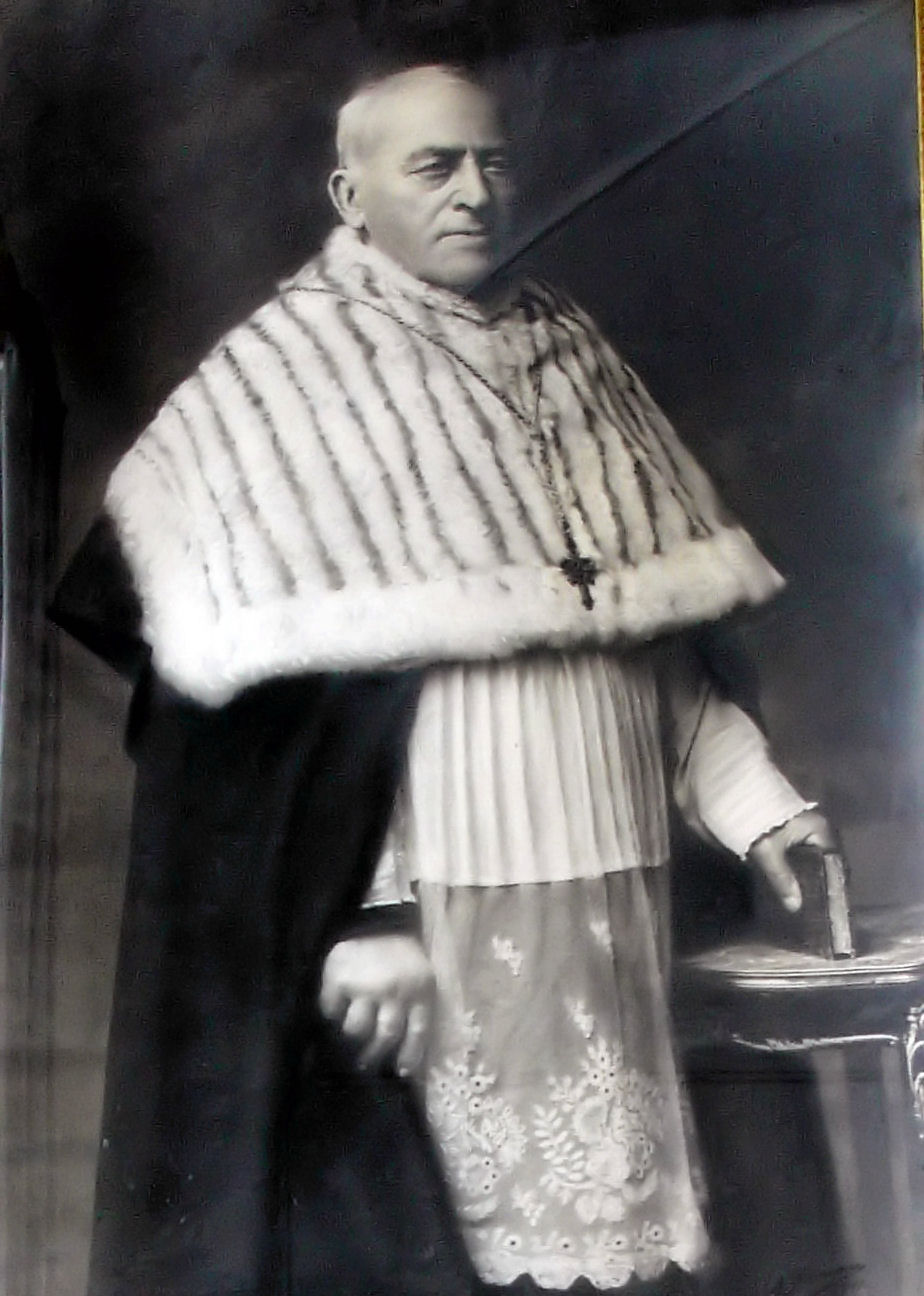
De winter-koorkledij

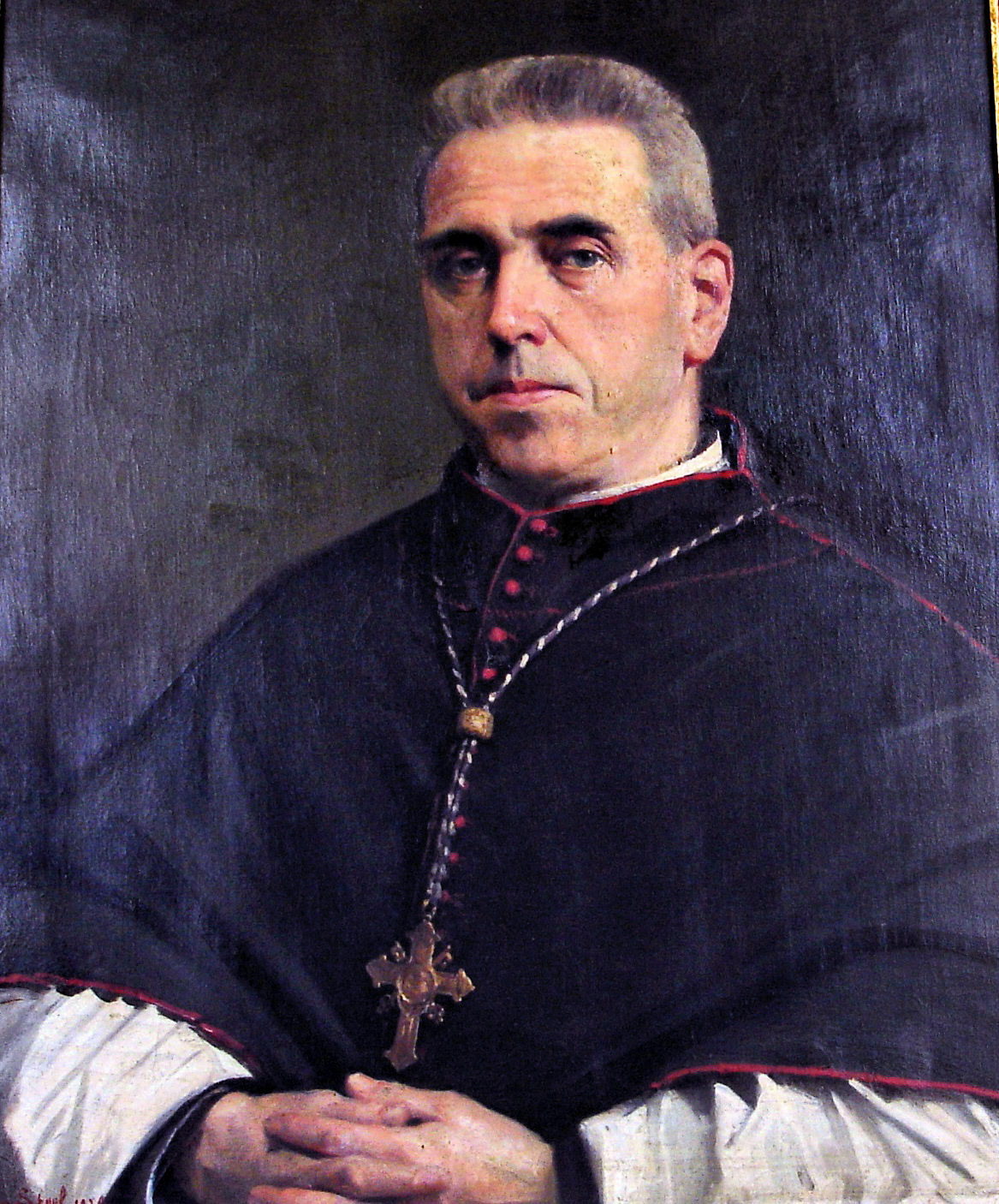
Superior en kanunnik Raymond De Groote, in zomerkledij

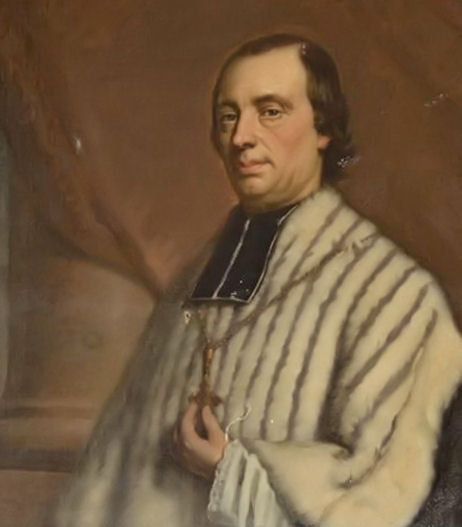
Kanunnik van Crombrugghe

Het Sint-Baafskapittel is een kathedraalkapittel dat zetelt in de Sint-Baafskathedraal in de Belgische stad Gent. Het kapittel bestaat anno 2007 uit een aantal titulaire kanunniken.
Het kapittel dateert uit de 16de eeuw en menig bekende kanunnik maakte er ooit deel van uit, zoals Petrus Jozef Triest, stichter van de Zusters van Liefde JM en de Broeders van Liefde, Guillaume De Smet  en Felix Vercruyssen. De kapittels van Haarlem en Gent zijn verzusterd. De contacten tussen het Gentse en Haarlemse bisdom dateren uit de 15de eeuw.

## Titulaire kanunniken
Deken en aartsdiaken van het Sint-Baafskapittel:
- Ludo Collin, rector van de Sint-Baafskathedraal, voorzitter van de Kathedrale Kerkfabriek, kanselier

Aartspriester:
- Flor Brondeel, gewezen deken van Gent, secretaris van het kapittel

Grootcantor:
- Joris De Jonghe, vicaris-generaal, officiaal

Penintencier:
- Jürgen François, gewezen directeur Hoger Diocesaan Godsdienstinstituut, deken van Gent

Theologaal:
- Paul Van Puyenbroeck, ere-vicaris-generaal, parochie-administrator Zwijnaarde St.-Niklaas

Leden:
- André Peereboom, gewezen privésecretaris van Arthur Luysterman, deken-emeritus van Oudenaarde
- Peter Schmidt, docent emeritus Katholieke Universiteit Leuven, lid van het bureau van het kapittel
- Dirk Smet, gewezen rector van het Belgisch Pauselijk College te Rome, bisschoppelijk gedelegeerde voor de zorg voor priesters en diakens.
- André De Wolf, directeur-generaal emeritus  van het Vlaams Secretariaat van het Katholiek Onderwijs
- Roger Van den Berge, ere-vicaris-generaal van het Bisdom bij de Krijgsmacht
- Roger Vereecken, inspecteur-adviseur emeritus rooms-katholieke godsdienst
- Stefaan Van der Kelen, bisschoppelijk vicaris-emeritus voor onderwijs, bisschoppelijk gedelegeerde voor de zorg voor priesters en diakens
- Johan Van Den Eeckhout, vicaris-generaal van het Bisdom bij de Krijgsmacht
- Frans Hitchinson, ere-inspecteur rooms-katholieke godsdienst, gewezen pastoor-moderator Parochie in Geraardsbergen
- Joris Polfliet, vicaris-genedaal  voor kerkelijke opleiding en vorming
- Johan De Baere, deken-emeritus van Aalst, bisschoppelijk gedelegeerde voor de zorg voor priesters en diakens
- Albert Van De Kerkhove, gewezen deken van Sint-Niklaas, gewezen bisschoppelijk vicaris territoriale pastoraal, liturgie en sacramenten, bisschoppelijk gedelegeerde voor de zorg voor priesters en diakens.
- Bert Vanderhaegen, hoofdaalmoezenier in het U.Z. Gent, studentenpastor van de kapelanij buitenlandse studenten in Gent en pastoraal verantwoordelijke van het studentenhuis Ontmoeting Buitenlandse Studenten in Gent (OBSG)
- Johan Goedefroot, pastoor-moderator Gent-Oost.

## Erekanunniken
- Jozef De Kesel, gewezen vicaris voor vorming en opleiding, voormalig bisschop van Brugge, aartsbisschop-emeritus van Mechelen-Brussel
- Jos Punt, bisschop-emeritus van Haarlem-Amsterdam (Sint-Baafskapittel)
- Paul Van den Berghe, bisschop-emeritus van Antwerpen
- Lode Aerts, bisschop van Brugge, gewezen bisschoppelijk vicaris voor kerkelijke opleiding en vorming, gewezen deken van Gent.
- Jan Hendriks, bisschop van Haarlem-Amsterdam (Sint-Baafskapittel)

## Overleden kanunniken
- R. D. Nicolaus Breydel (1584-1660), Pbr. S. Th. L., Exemplae Cathedralis Ecclesiae Sancti Bavonis, Cantor;
- Maximilien-Macaire de Meulenaere (1747-1834), vicaris-generaal, deken van het kapittel.
- Thomas d'Alsace, kardinaal-aartsbisschop van Mechelen, proost van dit kapittel.
- Petrus Theodorus Verhaegen (1762-1822), voorlaatste rector van de Universiteit Leuven (1425-1797).
- Petrus Jozef Triest (1760-1836), stichter van de Zusters van Liefde JM en de Broeders van Liefde.
- Guillaume De Smet (1770-1849), vicaris-generaal en deken van het Sint-Baafskapittel.
- Pierre-Louis Stillemans (1821-1902), leraar aan het Sint-Jozef-Klein-Seminarie in Sint-Niklaas, broer van bisschop Antoon Stillemans.
- Antoon Stillemans (1832-1916), bisschop van Gent.
- Adolphus Van der Moeren (1836-1913), oprichter van een parochie in Zele.
- Hendrik Claeys (1838-1910), pastoor Sint-Niklaasparochie, Gent.
- Carolus Massez (1843-1919), zesde superior van het Kleinseminarie te Sint-Niklaas; inspecteur middelbaar onderwijs; 25 augustus 1888-1901.
- Hendrik-Karel Lambrecht (1848-1889), bisschop
- Adolphe Prosper Drubbel (1851-1923)
- Amaat Joos (1855-1937), geestelijk bestuurder der Zusters Jozefienen te Gent
- August De Bock (1858-1931), deken van Gent; vicaris-generaal onder bisschop Stillemans
- Eugène Van Rechem (1858-1943), hulpbisschop van Gent
- Adolphe Hebbelynck (1859-1939), rector magnificus van de Katholieke Universiteit Leuven
- Gabriël Van den Gheyn (1862-1955)
- Maurits De Baets (1863-1931), prelaat van de paus, vicaris-generaal en president van het Grootseminarie te Gent
- Raymond De Groote (1874-1937), superior Sint-Jozef-Klein-Seminarie Sint-Niklaas
- Oscar Joliet (1878-1969), titulair bisschop van Constantinopel en hulpbisschop van Gent
- August Nobels (1884-1938), pastoor van Sint-Jan-Baptist Gent, rechter van het kerkelijk tribunaal
- Caesar Van Kerckhove (1888-1959), proost van het ACW
- Felix Vercruyssen (1892-1952), superior Sint-Jozef-Klein-Seminarie Sint-Niklaas, grondlegger KSA Jong-Vlaanderen
- Jozef De Keyzer (1896-1956), kanunnik-penitencier
- Joseph Coppens (1896-1981), hoogleraar KU Leuven, huisprelaat van de paus en lid van de Koninklijke Academie voor Wetenschappen van België
- Gerard D'Haenens (1900-1975), rector Sint-Paulusseminarie Mariakerke
- Lucien De Bruyne (1902-1978), directeur van het Pauselijk Instituut voor Christelijke Archeologie te Rome, rector van Sint-Juliaan der Vlamingen en protonotarius apostolicus
- Jules Victor Daem (1902-1993), bisschop bisdom Antwerpen
- Leo De Kesel (1903-2001), hulpbisschop bisdom Gent
- Oscar Schelfhout (1904-1984), vicaris-generaal
- Petrus Josephus Loontjens (1906-1983), algemeen directeur Zusters Kindsheid Jesu
- Désiré De Swaef (1908-1988), proost van het ACW
- Omer Claeyssens (1909-1986), rector Mariahove, Bellem
- Leonce-Albert Van Peteghem (1916-2004), bisschop
- Jozef Delmotte (1917-2007), president van het Grootseminarie, algemeen directeur van de Zusters Apostolinnen van Gent
- André Wylleman (1918-2006), hoogleraar KU Leven
- Jan Steppe (1918-2009), hoogleraar KU Leuven
- Paul Bockstaele (1920-2009), hoogleraar KU Leuven
- Jan De Beul (1921-1977), rector St.-Paulusseminarie te Mariakerke, rector Hoger Technisch Instituut Sint-Lieven te Gent
- Gustaaf Joos (1923-2004), officiaal bisdom Gent, titulair aartsbisschop en kardinaal
- Georges De Lange (1925-2015), deken en aartsdiaken emeritus van het Sint-Baafskapittel
- Georges De Neve (1926-2014), rector zusters Kindsheid Jesu van Gent
- Willy (Wim) De Smet (1927-2007), president van het Grootseminarie, vicaris-generaal
- Willy Van den Bossche (1932-2011), econoom van het bisdom
- Michaël Ghijs (1933-2008), stichter-kapelmeester van Schola Cantorum Cantate Domino, Aalst
- Gert Poelman (1967-2010), bisschoppelijk vicaris voor de jeugd
- Charles de Hemptinne (1933-2017),voorzitter van de Europese Dienst voor Internationale Studenten (SECIS)
- Dirk De Backer (1944-2017), verantwoordelijke oecumene
- Luk De Geest (1947-2018), bisschoppelijk vicaris-emeritus voor caritatieve organisaties en voorzieningen, schatbewaarder van het kapittel
- Georges Stuyts (1926-2018), rechter Interdiocesane Rechtbank
- Frans Temmerman (1929-2019), gewezen deken en aartsdiaken van het kapittel, vicaris-generaal emeritus
- Paul van Paepegem (1932-2021) vicaris-generaal emeritus
- Norbert Coorevits (1933-2024), gewezen directeur van de Diocesane Pedagogische Begeleiding